# Kanadische Charta der Rechte und Freiheiten
Die Kanadische Charta der Rechte und Freiheiten (engl. Canadian Charter of Rights and Freedoms, frz. Charte canadienne des droits et libertés) ist die Erklärung der Grundrechte in der Verfassung von Kanada und bildet den ersten Teil des Verfassungsgesetzes von 1982. Sie schützt die Bürgerrechte der Menschen in Kanada vor Handlungen und Gesetzen der Regierungen auf Bundes- und Provinzebene und trat am 17. April 1982 in Kraft.
Vorgängerin der Charta war die kanadische Bill of Rights von 1960, die aber lediglich ein Bundesstatut und kein verfassungsrechtliches Dokument war. Ihr Umfang war beschränkt, konnte leicht abgeändert werden und war nicht auf Gesetze der Provinzen anwendbar. Die relative Ineffektivität der kanadischen Bill of Rights veranlasste die Regierung von Premierminister Pierre Trudeau, eine neue Erklärung der Grundrechte auszuarbeiten. Insbesondere sollten die in der Allgemeinen Erklärung der Menschenrechte formulierten Prinzipien festgeschrieben werden. Auf Ersuchen des kanadischen Parlaments erließ das britische Parlament, das damals noch Verfassungsänderungen genehmigen musste, die Charta als Teil des Kanada-Gesetzes 1982.

## Inhalt
Gemäß der Charta genießen Personen, die sich in Kanada aufhalten, zahlreiche bürgerliche und politische Rechte. Die meisten können von jeder natürlichen oder juristischen Person ausgeübt werden, einzelne jedoch ausschließlich von natürlichen Personen oder (insbesondere die Artikel 3 und 6) nur von kanadischen Staatsbürgern. Die Rechte können durch Artikel 24 der Charta von den Gerichten durchgesetzt werden, die auch jenen Personen Rechtsmittel zur Verfügung stellen, deren Rechte verweigert wurden. Dieser Artikel erlaubt es den Gerichten auch, in Gerichtsverfahren Beweismittel auszuschließen, wenn diese durch die Verletzung der Charta beschafft wurden und womöglich den Ruf des Rechtssystems beeinträchtigen. Artikel 32 legt fest, dass die Charta sowohl für die Bundesregierung und die unter ihrer Autorität stehenden Territorien als auch die Provinzregierungen bindend ist.
Die Charta enthält folgende Rechte und Freiheiten:
Fundamentale Rechte (Artikel 2), namentlich Gewissensfreiheit, Religionsfreiheit, Gedankenfreiheit, Meinungsfreiheit, Pressefreiheit, Versammlungsfreiheit und Vereinigungsfreiheit.
Demokratische Rechte, allgemein das Recht, sich an politischen Aktivitäten zu beteiligen und das Recht auf eine demokratische Regierung:
- Artikel 3: Das Recht zu wählen und das Recht, Mitglied eines Parlaments zu sein.
- Artikel 4: Die maximale Länge einer Legislaturperiode wird auf fünf Jahre beschränkt.
- Artikel 5: Ein Parlament muss mindestens einmal jährlich eine Session abhalten.

Mobilitätsrechte (Artikel 6): Das Recht, in Kanada einzureisen und das Land zu verlassen sowie das Recht, sich in jeder Provinz niederzulassen oder außerhalb Kanadas zu leben.
Legale Rechte: Rechte der Menschen im Zusammenhang mit dem Justizsystem und der Strafverfolgung, namentlich
- Artikel 7: Recht auf Leben, Freiheit und Sicherheit einer Person
- Artikel 8: Schutz vor unverhältnismäßigen staatlichen Übergriffen
- Artikel 9: Schutz vor willkürlicher Haft oder Gefangenschaft
- Artikel 10: Recht auf juristische Beratung und Garantie von Habeas Corpus
- Artikel 11: Verschiedene Rechte im Zusammenhang mit Gerichtsverfahren, insbesondere die Unschuldsvermutung
- Artikel 12: Schutz vor grausamer oder ungewöhnlicher Bestrafung
- Artikel 13: Auskunftsverweigerungsrecht
- Artikel 14: Recht auf einen Dolmetscher bei Gerichtsverfahren (gilt sowohl für Fremdsprachige als auch für Gehörlose)

Gleichheitsrechte (Artikel 15): Gleichbehandlung vor dem Recht sowie Schutz durch das Recht ohne Diskriminierung.
Sprachenrechte: Im Allgemeinen das Recht, im Verkehr mit kanadischen Bundesbehörden und gewissen Provinzbehörden entweder in Englisch oder Französisch zu kommunizieren. Insbesondere wird näher auf die Situation in New Brunswick, der einzigen offiziell zweisprachigen Provinz, eingegangen.
- Artikel 16: Englisch und Französisch sind die Amtssprachen in Kanada und New Brunswick, die englisch- und französischsprachige Gemeinschaften New Brunswicks besitzen den gleichberechtigten Zugang zu Bildungs- und Kulturinstitutionen.
- Artikel 17: Das Recht, im kanadischen Parlament oder im Parlament von New Brunswick eine der beiden Amtssprachen zu verwenden.
- Artikel 18: Beschlüsse und Protokolle des kanadischen Parlaments und des Parlaments von New Brunswick werden in beiden Amtssprachen veröffentlicht.
- Artikel 19: In Bundesgerichten und in Gerichten in New Brunswick dürfen beide Amtssprachen verwendet werden.
- Artikel 20: Das Recht, mit den Bundesbehörden und mit den Behörden von New Brunswick in einer der beiden Amtssprachen zu kommunizieren.
- Artikel 21: Weitere garantierte Sprachenrechte außerhalb der Charta werden als rechtsgültig anerkannt.
- Artikel 22: Existierende Rechte, andere Sprachen außer Englisch und Französisch zu verwenden, werden nicht durch die Tatsache beeinflusst, dass in der Charta lediglich Englisch und Französisch genannt werden (das trifft besonders auf die Sprachen der Ureinwohner zu).
- Artikel 23: Das Recht von Angehörigen einer französisch- oder englischsprachigen Minderheitengemeinschaft, in ihrer eigenen Sprache unterrichtet zu werden.

Im Allgemeinen sind diese Rechte der Einschränkungsklausel (Artikel 1) und der Vorbehaltsklausel (Artikel 33) unterworfen. Artikel 1 erlaubt es der Regierung, gewisse Einschränkungen der von der Charta garantierten Rechte vorzunehmen. Jeder Fall, bei der ein Gericht die Verletzung der Charta feststellt, muss eine Prüfung von Artikel 1 durchlaufen, um festzustellen, ob das Gesetz weiterhin aufrechterhalten werden kann. Gesetzesverstösse werden aufrechterhalten, falls das Handeln der Regierung notwendig ist, um eine freie Gesellschaft zu sichern und falls der Gesetzesverstoß „nachweisbar gerechtfertigt“ ist. Artikel 1 wurde angewandt, um Gesetze als rechtmäßig zu erklären, die gegen gesellschaftlich unerwünschtes Verhalten wie Hassreden oder Obszönität gerichtet sind. Artikel 1 bestätigt auch, dass die in der Charta genannten Rechte garantiert sind.
Artikel 33 berechtigt Regierungen, die Rechte und Freiheiten in den Artikeln 2 und 7-15 während fünf Jahren auszusetzen. Die Bundesregierung hat die Vorbehaltsklausel nie angewandt. Hingegen wurde sie in der Vergangenheit häufig von der Provinz Québec genutzt (welche die Einführung der Charta nicht unterstützte, ihr aber gleichwohl unterworfen ist). Dies erlaubte es der Provinz, während der laufenden Frist umstrittene Bestimmungen der Charta der französischen Sprache nicht anpassen zu müssen. Saskatchewan und Alberta wendeten die Vorbehaltsklausel ebenfalls an, einerseits um einen Streik zu beenden, andererseits um die gleichgeschlechtliche Ehe zu verhindern (im Falle Albertas war die Anwendung aber ohne Belang, da die Definition der Ehe nicht Sache der Provinzgesetzgebung ist).
Anwendungsbestimmungen: Weitere Artikel regeln, wie die Charta in der Praxis anzuwenden ist.
- Artikel 25 hält fest, dass die Charta bestehende Rechte und Freiheiten der Ureinwohner, also der First Nations, der Métis und der Inuit, nicht schmälert. Die Rechte der Ureinwohner, darunter Vertragsrechte, genießen einen direkten verfassungsrechtlichen Schutz in Artikel 35 des Verfassungsgesetzes von 1982.
- Artikel 26 stellt klar, dass andere Rechte und Freiheiten in Kanada nicht durch die Charta aufgehoben werden.
- Artikel 27 verpflichtet dazu, dass die Charta in einem multikulturellen Kontext interpretiert wird.
- Artikel 28 garantiert die Gleichberechtigung von Mann und Frau.
- Artikel 29 bestätigt den Erhalt der Rechte von konfessionell geführten Schulen.
- Artikel 30 regelt die Anwendbarkeit der Charta in den Territorien.
- Artikel 31 bestätigt, dass die Charta nicht die Rechte der Gesetzgeber erweitert.

Schließlich bestimmt Artikel 32 den Gültigkeitsbereich der Charta und Artikel 34 stellt fest, dass die ersten 34 Artikel des Verfassungsgesetzes von 1982 zusammen als „Kanadische Charta der Rechte und Freiheiten“ bezeichnet werden.

## Entwicklung
Mehrere der von der Charta geschützten Rechte und Freiheiten, darunter die Meinungsfreiheit, Habeas Corpus und die Unschuldsvermutung, haben ihre Wurzeln in kanadischen Gesetzen und Präzedenzfällen. Zahlreiche waren auch in der kanadischen Bill of Rights enthalten, die 1960 vom kanadischen Parlament erlassen worden war. Allerdings war die Bill of Rights in manchen Bereichen unzulänglich. Im Gegensatz zur Charta war sie ein gewöhnlicher Parlamentsbeschluss, konnte deshalb mit einer einfachen Parlamentsmehrheit geändert werden und war nur auf Bundesebene anwendbar. Die Gerichte hielten sich äußerst buchstabengetreu an die Bill of Rights und interpretierten sie nur selten in dem Sinne, dass ein Gesetz als widerrechtlich erklärt wurde. Es fehlten auch einige Rechte der Charta, beispielsweise das Wahlrecht und das Mobilitätsrecht innerhalb Kanadas.
Das hundertjährige Bestehen der Kanadischen Konföderation 1967 löste in der Bundesregierung ein größeres Interesse an Verfassungsreformen aus. Die Reformen beinhalteten den verbesserten Schutz von Rechten, aber auch die „Heimführung“ der Verfassung (dies bedeutet, dass das britische Parlament nicht länger Verfassungsänderungen genehmigen muss). Pierre Trudeau, der damalige Attorney General, beauftragte den Rechtsprofessor Barry Strayer, die Möglichkeit eines Grundrechtekatalogs zu prüfen. Strayers Bericht enthielt zahlreiche Ideen, die später in die Charta einflossen, darunter den Schutz von Sprachenrechten. Strayer schlug auch die Aufnahme von wirtschaftlichen Rechten vor. Schließlich empfahl er auch Einschränkungen der Rechte. Die Bundesregierung und die Provinzen führten Verhandlungen über eine neue, von Großbritannien unabhängige Verfassung. Daraus resultierte 1971 die Victoria-Charta, die allerdings nie umgesetzt wurde. Nach einer mehrjährigen Pause verstärkte Premierminister Pierre Trudeau seine Bemühungen wieder und versprach im Zuge des Québec-Referendums 1980 eine grundlegende Verfassungsreform.
Der Einbezug einer Grundrechtscharta im Verfassungsgesetz war umstritten. Provinzregierungen wandten sich gegen eine mögliche Einschränkung ihrer Machtfülle und die Progressiv-konservative Partei befürchtete eine zu liberale Auslegung durch die Richter. Auf Anregung der Progressiv-Konservativen beschloss Trudeaus Regierung die Einsetzung einer Kommission aus Senatoren und Unterhausabgeordneten, um die Charta und die Heimführung weiter zu erörtern. Im Verlaufe dieser Beratungen wurde beschlossen, dass Richter das Recht haben sollten, in gewissen Fällen Beweismittel auszuschließen, falls diese durch einen Verstoß gegen die Charta beschafft wurden. Weitere Merkmale kamen hinzu, so etwa die Anerkennung des kanadischen Multikulturalismus. Die Einschränkungsklausel wurde in dem Sinne abgeändert, dass sie weniger die Wichtigkeit des parlamentarischen Regierungssystems betonte, sondern mehr die Rechtfertigung von Beschränkungen in einer freien Gesellschaft.
1981 urteilte der Oberste Gerichtshof von Kanada, dass nach ungeschriebenem Recht auch die Provinzen in die Prozess der Verfassungsgebung miteinbezogen werden sollten. Da die Provinzen nach wie vor der Charta skeptisch gegenüberstanden, sah sich Trudeau gezwungen, die Vorbehaltsklausel zu akzeptieren. Diese Klausel war Teil der am 4. November 1981 getroffenen Vereinbarung namens Kitchen Accord („Küchen-Übereinkunft“). Diese Vereinbarung wurde so genannt, weil sie während einer nächtlichen Sitzung in einer Küche des Konferenzzentrums in Ottawa getroffen wurde. Anwesend waren damals Attorney General Jean Chrétien sowie die Justizminister von Ontario und Saskatchewan, Roy McMurtry und Roy Romanow.
Die Provinz Québec, die seit 1975 eine eigene Grundrechtscharta besitzt (die Quebecer Charta der Menschenrechte und Freiheiten) unterstützte weder die Kanadische Charta noch das Kanada-Gesetz 1982, da René Lévesque sie als Mittel der Zentralisierung betrachtete, während er selbst und die Parti Québécois die Unabhängigkeit der Provinz anstrebten. Die Charta gilt in Québec gleichwohl, da alle Provinzen an die Verfassung gebunden sind. Der anhaltende Widerstand führte zu zwei gescheiterten Verfassungsrevisionen (Meech Lake Accord und Charlottetown Accord), die hauptsächlich darauf abzielten, Québec die Zustimmung zur Verfassung abzuringen.
Elisabeth II., als Königin von Kanada Staatsoberhaupt des Landes, unterzeichnete am 17. April 1982 das Verfassungsgesetz, wodurch auch die Charta Rechtskraft erlangte. Die Bestimmungen bezüglich Gleichheitsrechte (Artikel 15) traten jedoch erst 1985 in Kraft. Diese Verzögerung sollte es der Bundesregierung und den Provinzregierungen erlauben, bestehende Gesetze zu überprüfen und potenziell verfassungswidrige Bestimmungen aufzuheben. Seit dem Inkrafttreten ist die Charta mehrmals geändert worden. 1983 wurde Artikel umgeschrieben, um bezüglich der Landrechte der Ureinwohner explizit mehr Rechte anzuerkennen. 1993 kam Artikel 16.1 hinzu, der den englisch- und französischsprachigen Gemeinschaften New Brunswicks den gleichberechtigten Zugang zu Bildungs- und Kulturinstitutionen ermöglichte.

## Vergleich mit anderen Menschenrechtserklärungen
Einzelne Politiker betrachteten das Inkraftsetzung einer Grundrechtscharta als Verstoß gegen die parlamentarische Souveränität britischer Prägung. Dem gegenüber steht jedoch die Tatsache, dass die Europäische Menschenrechtskonvention (EMRK) die Macht des britischen Parlaments stärker einschränkt als die Charta die Macht des kanadischen Parlaments und der Provinzparlamente. Es herrscht auch die Ansicht vor, dass der britische Human Rights Act 1998, der die direkte Anwendung der EMRK ermöglicht, zum Teil von der ähnlich verfassten Kanadischen Charta inspiriert wurde.
Die Kanadische Charta weist einige Ähnlichkeiten mit der EMRK auf, insbesondere in Bezug auf die Einschränkungsklauseln im europäischen Dokument. Wegen dieser Ähnlichkeiten mit der europäischen Rechtsprechung bei Menschenrechten greift der Oberste Gerichtshof von Kanada bei der Interpretation der Charta nicht nur auf das Fallrecht der Verfassung der Vereinigten Staaten zurück, sondern auch auf die Fälle des Europäischen Gerichtshofes für Menschenrechte.
Der Hauptunterschied zwischen der amerikanischen Bill of Rights und der Kanadischen Charta ist das Vorhandensein von Einschränkungs- und Vorbehaltsklauseln. Kanadische Gerichte interpretieren deshalb jedes Recht bedeutend ausführlicher. Wegen der Einschränkungsklausel wird ein Recht bei dessen Verletzung nicht notwendigerweise in jedem Fall geschützt. Hingegen sind die Rechte in der amerikanischen Bill of Rights absolut, so dass kein Verstoß festgestellt wird, bis eine ausreichende Beeinträchtigung vorliegt. Im Endeffekt führt dies dazu, dass beide Verfassungen bei vielen Rechten in etwa den gleichen Schutz gewähren. Die Einschränkungsklausel erlaubt es Regierungen, Gesetze zu erlassen, die in den Vereinigten Staaten als verfassungswidrig gelten würden. So bestätigte der Oberste Gerichtshof einige der in Québec bestehenden Einschränkungen beim Gebrauch der englischen Sprache auf Hinweistafeln oder ein Veröffentlichungsverbot auf Bundesebene, das die Medien daran hindert, die Namen jugendlicher Straftäter zu nennen.
Der Internationale Pakt über bürgerliche und politische Rechte weist zahlreiche Parallelen zur Kanadischen Charta auf, in einigen Fällen geht der Pakt jedoch weiter. Beispielsweise musste das Recht auf Prozesskostenhilfe in Artikel 10 interpretiert werden (da er lediglich „juristische Beratung“ garantiert), während der Pakt ausdrücklich garantiert, dass ein Beschuldigter nichts bezahlen muss, wenn er nicht über die notwendigen Mittel verfügt.
In Bezug auf wirtschaftliche und soziale Rechte macht die Kanadische Charta nur wenige explizite Aussagen. Sie steht damit in einem markanten Kontrast zur Quebecer Charta der Menschenrechte und Freiheiten und dem Internationalen Pakt über wirtschaftliche, soziale und kulturelle Rechte. Verschiedentlich werden solche Rechte in den Artikeln 7 (Recht auf Sicherheit) und 15 (Gleichheit) interpretiert.